# 佩雷莫哈 (海尼切斯克區)
46°28′28″N 34°25′29″E / 46.47444°N 34.42472°E
佩雷莫哈（烏克蘭語：Перемога）是位於烏克蘭南部的村莊，由赫爾松州海尼切斯克區的新特羅伊茨凱市鎮負責管轄。該村始建於1933年，面積16.7平方公里，海拔高度26米，2001年人口156，人口密度每平方公里16.7人。